# Tesla Cybertruck
Tesla Cybertruck je nadolazeće potpuno električno lako komercijalno vozilo koje će proizvoditi kompanija Tesla. Biće dostupna 3 modela sa dometom od 400 do 800 km i sa ubrzanjem ) od 6,5 do 2,9 sekundi, u zavisnosti od modela.
Kamionet je dobio naziv „Cybertruck“ zbog svog naučnofantastičnog izgleda – kao „oklopni transporter iz budućnosti“. Navedeni cilj je uklanjanje vozila sa pogonom na fosilna goriva sa puteva. U izradi vozila će se koristiti nerđajući čelik. Cene se kreću od $39.900 do $69.900. Proizvodnja se očekuje da počne krajem 2021. za verzije sa dva i tri motora, dok se proizvodnja verzije sa jednim motorom očekuje da počne krajem 2022.

## Istorijat
U 2012. i 2013. godini, Ilon Mask je razgovarao o želji da se izgradi kamion sa kompenzacijom tereta, praveći poređenja sa Fordom F-250. Početkom 2014. Mask je predvideo 4–5 godina pre nego što se mogao započeti rad na proizvodu.
Sredinom 2016. Mask je izneo nameru za novom vrstom potrošačkog kamioneta i predložio upotrebu iste šasije za kombi i kamionet. Krajem 2017. godine, procenjeno je da je veličina bar kao Ford F-150, kako bi bila dovoljno velika da omogući "game-changing" karakteristiku. Tokom predstavljanja za Tesla Semi i Tesla Rodster (2020) u novembru 2017. godine, prikazana je slika "pikapa koji može prevoziti pikap". Pozadinske ideje su se pripremale skoro pet godina.
Krajem 2018. Mask je predvideo da će prototip biti spreman za prikazivanje 2019. godine.
U martu 2019. godine, nakon predstavljanja Tesla Modela Y, Ilon Mask je podelio tizer sliku vozila za koje je opisano da ima sajberpank ili Blade Runner stil, a oblik podseća na futuristički oklopni transporter. Šuškalo se da je nazvan Model B. Tesla je podnela zahtev za zaštitni znak "CYBRTRK", koji je dodeljen pod američkim Uredom za patente i zaštitne znake 88682748.
Sredinom 2019. godine navedeno je da kapacitet vuče ovog vozila zadovoljava ili premašuje kapacitet Ford F-150. U junu 2019. Mask je napomenuo da je moguća koncepcija dizajniranja amfibijskog vozila, koja je delom zasnovana na Wet Nellie, podmorničkom automobilu iz filma Špijun koji me je voleo. Mask je kupio Wet Nellie koji je korišćen za snimanje filma na Sotheby's aukciji 2013. godine.
Kamionet je predstavljen pod logotipom „Cybertruck“ na temu grafita, a istovremeno je podnesen i novi zahtev za zaštitni znak sa logotipom grafita.

## Karakteristike
Svi modeli će imati samonivelirajuće vazdušno vešanje koje nadoknađuje za promenljivo opterećenje i ugrađene invertore za napajanje od 110 i 220 volti koji omogućavaju korišćenje električnih alata i aparata bez prenosivog generatora. Pomoću kompresora za vazduh, koji se koristi za vešanje, biće omogućeno napajanje pneumatskih alata. Karoserija od ploča nerđajućeg čelika je otporna na metke kalibra 9 mm. Sva vozila će standardno biti opremljena Tesla Autopilotom, i imaće hardverske sposobnosti za potpuno autonoman rad. Od novembra 2019, Tesla prima rezervacije za $100, sa Full Self Driving opcijom za $7.000.

### Unutrašnjost
Unutrašnjost prototipa predstavljenog 21. novembra 2019. uključuje centralni ekran od 17 inča, 6 sedišta raspoređenih u dva reda po 3 tako da je prednje srednje sedište preklopni centralni naslon za ruke, digitalni retrovizor, volan u stilu trkačkih automobila i instrumentalnu tablu sa površinom koja podseća na mermer. Zadnje srednje sedište se takođe preklapa da bi omogućilo prevoženje dugog tereta koji se pruža u kabinu iz trezora (ograđen tovarni prostor koji može da se zaključa). Instrumentalna tabla sa mermernim izgledom predstavljenog prototipa je papirni kompozitni materijal napravljen od „papira, drvenih vlakana, prirodnih pigmenata drveta i smola koje nisu bazirane na nafti.“

### Trezor (tovarni prostor)
Tovarni prostor kamioneta je dug 2.0 m i sličan konvencionalnim tovarnim prostorima kamioneta. Ima zakošene bočne zidove, u kojima ima mali skladišni prostor, i integrisani motorizovani prekrivač za tovarni prostor koji poboljšava aerodinamičnost vozila. Zbog dodatne bezbednosti koju ovo pruža, Tesla naziva ovaj ograđen prostor „trezor“. On uključuje LED trake duž obe strane, dodatni skladišni prostor ispod poda iza zadnjih točkova, utičnice od 110 i 220 V, i izlaz za kompresovani vazduh za pneumatske alate.Jedan članak tvrdi da postoji prolaz iz trezora do kabine za dug teret, ali prikazan prototip nema bilo koji odgovarajući otvor u prednjem delu tovarnog prostora. Ilon Mask je u tvitu naznačio da će kontrola klime od kabine biti dostupna i u trezoru za namene kao što su kampovanje. Jedna sposobnost demonstrirana na prototipu je rampa koje se pruža od vrata tovarnog prostora do zemlje za utovarivanje tereta.

## Dizajn
koristi konstrukciju jednodelne karoserije (koju Tesla naziva „egzoskelet“), koja je slična dizajnu modernih aviona u tome da je spoljašnjost glavna strukturna podrška vozila, a ne konstrukciju karoserije na okviru koja je tipična za kamionete, jer bi standardni okvir vozila bio u sukobu sa baterijom ispod poda. Koristi neobično debele 3 mm 30x-serije hladno valjane ploče od nerđajućeg čelika, koje se ne mogu utisnuti kao uobičajeni automobilski delovi. Ploče se mogu savijati samo duž ravnih linija, što rezultira vrlo karakterističnim fasetiranim dizajnom koji je nazvan „low-poly“ ili sličan origami figurama. Ovaj materijal je isti materijal koji Spejs eks koristi na prototipu rakete za Mars (SpaceX Starship), jer ravnomernije raspoređuje napor i omogućava veću unutrašnju zapreminu. Raniji dizajnerski koncepti za Cybertruck uključivali su upotrebu titanijuma za spoljašnje panele, ali je ovo kasnije prebačeno na nerđajući čelik za dodatnu čvrstoću i mnogo manju cenu.

### Specifikacije
Pogonski sklop je sličan Modelu S/X sa indukcijskim zadnjim motorom i prednjim motorom sa trajnim magnetima iz Modela 3 za srednji model. Druge verzije su sa jednim motorom sa pogonom na zadnjim točkovima, ili sa tri motora, sa jednim prednjim i dva zadnja motora.
Slično kao za druga Tesla vozila, kupci mogu da naruče Full Self Driving softversku nadogradnju, koja trenutno košta $7.000.
| Model            | Domet (EPA procena) |              | Maksimalna Brzina | Teret   | Kapacitet za vuču | Cena    |
| ---------------- | ------------------- | ------------ | ----------------- | ------- | ----------------- | ------- |
| Single Motor RWD | >400 km             | <6,5 sekundi | 177 km/h          | 1500 kg | >3,1 tona         | $39.900 |
| Dual Motor AWD   | >482 km             | <4,5 sekundi | 193 km/h          | 1500 kg | >4,5 tona         | $49.900 |
| Tri Motor AWD    | >800 km             | <2,9 sekundi | 209 km/h          | 1500 kg | >6,3 tone         | $69.900 |

Svi modeli imaju 2.8 m³ skladišnog prostora, sa 2.0 m dugim prostorom za teret. Kao drumsko vozilo, imaće razmak do zemlje od 40 cm, sa prilaznim uglom od 35 stepeni, i odlaznim uglom od 28 stepeni.

## Otkrivanje

### Planiranje
Kao odgovor na pitanja o datumu otkrivanja, 27. jula 2019. Mask je izjavio: „Blizu smo, ali magija je u konačnim detaljima. Možda 2 do 3 meseca.“, što je ukazivalo na kraj 2019. godine. Otkrivanje je zakazano za 21. novembar 2019. u Tesla dizajn studiju, pored sedišta kompanije Spejs eks u Los Anđelesu — istog meseca, godine i lokacije u kojoj je postavljen film Istrebljivač.

### Prezentacija
Tokom prezentacije, Mask je demonstrirao izdržljivost vozila i njegovih materijala. Uprkos uspešnih testova pada čelične kugle na okno specijalizovanog „Tesla oklopnog stakla“ i uspešnom testu pre prezentacije gde je glavni dizajner Tesle, Franc fon Holchauzen, bacio čeličnu kuglu na prozore kamioneta bez vidljive štete, prozori su oštećeni kada je Holchauzen ponovio isti test tokom prezentacije. Mask je šaljivo uzviknuo da „kugla nije prošla kroz prozor“ posle neočekivanog ishoda. Kasnije je objasnio da su prozori oštećeni zato što je udarac malja na vrata slomio osnovu stakla.
Pre završetka prezentacije, Tesla Cyberquad, električni četvorotočkaš, bio je dovezen na binu, koji je onda natovaren na tovarni prostor kamioneta koristeći ugrađene rampe u zadnjim vratima kamioneta. Vozač četvorotočkaša je onda priključio svoje vozilo na punjenje koristeći utičnicu na kamionetu. Četvorotočkaš će u početku biti dostupan za kupovinu kao opcioni paket za Cybertruck.

## Reakcije
Kimbal Mask je pre otkrivanja izjavio da će ovo vozilo biti najuzbudljiviji proizvod od uvođenja Tesla Modela S.
Događaj je bio uveliko pokriven od strane tradicionalnih medija i internet blogova/društvenih mreža. Početne reakcije prema jedinstvenom dizajnu su mešovite, mada su cene i karakteristike bile atraktivne. Na društvenim mrežama, mnogi komentatori su izrazili negodovanje prema oštrim konturama i neobičnoj spoljašnjosti kamioneta.
Mask je 23. novembra 2019. tvitovao da je Tesla dobila 146.000 rezervacija za 1 i po dan posle otkrivanja – za koju je svaku potreban depozit od $100 – sa 42% odabira konfiguracije sa dva motora, 41% sa tri motora i 17% sa jednim motorom. Broj rezervacija je 26. novembra dostigao 250.000.
Dodatno, video u kome Cybertruck vuče Ford F-150 uzbrdo u nadvlačenju konopca je dobio 14.000 komentara i 619.000 lajkova na Tviteru. Ford je zatražio revanš i Tesla se složila da uradi jedan u budućnosti. Međutim, kada je kontaktirana za komentar, zastupnica za Ford, Dawn McKenzie, je odbacila tvit Ford X potpredsednika kao šalu, što je signaliziralo da možda neće biti revanša.
U januaru 2020, Automobile magazin je imenovao Cybertruck „koncept autom godine“ za 2019. godinu.

## Proizvodnja
Od novembra 2019, Tesla Cybertruck proizvodnja je planirana da počne krajem 2021. i da se proširi na više konfiguracija u 2022.

### Tržišni potencijal
U SAD, ukupno tržište za kamionete pune veličine je preko 2 miliona vozila godišnje. Tvrdi se da će Cybertruck moći da koristi Tesla Mrežu deljenih vozila za ostvarivanje prihoda za vlasnika, ako bi navedeno postalo dostupno u SAD i širom sveta.

## Napomene
1. ↑  Mnogi izvori u medijima pogrešno shvataju "30x", trocifreni industrijski standard za identifikaciju legura za austenitni nerđajući čelik sa poslednjom cifrom neoznačenom, kao znak za množenje ("30×") i pogrešno izveštavaju da će kamionet koristiti čelik koji je bio hladno valjan 30 puta.

## Literatura
- From Elon Musk's June 2018 "What would you love to see in a Tesla pickup truck?" Twitter thread:

## Spoljašnje veze
- Zvanični veb-sajt